# あさひかわ農業協同組合
あさひかわ農業協同組合（あさひかわのうぎょうきょうどうくみあい、英称：JA Asahikawa ）は、北海道旭川市に本所を置く農業協同組合である。略称はJAあさひかわ。当農協の営業地域は 旭川市中心部及び鷹栖町南部（北野地区）の一円である。

## 概要
1998年（平成10年）旭川市神居農協、江丹別農協が合併し、新・旭川市神居農協が発足。
2000年（平成12年）旭川市農協、永山農協（旭川市）が合併し、新・旭川市農協が発足。
2002年（平成14年）に旭川市農協、旭川市神居農協、旭正農協（以上が旭川市内）、北野農協（鷹栖町）、の4つの農協が合併し、あさひかわ農協が発足。
信用事業（JAバンク）、共済事業（JA共済）、購買事業、販売事業、営農指導事業を行っている。
組合のある上川地方は北海道のほぼ中央に位置し、旭川市・鷹栖町は上川盆地の北西部、北緯43度32分～43度57分、東経142度9分～142度44分に位置している。
総耕地面積は、約9,000ha。耕地のほとんどは平坦で全般的に土壌は肥沃であり、本道農業の中核地として知られている。
近年は、総合推進室（TAC）を設置し、出向く活動を強化している。
また市内2店舗を展開している、農産物直売所「あさがお」は、生産者から新鮮な農産物を消費者へ直接提供しており地産地消に取り組んでいる。
北海道米ゆめぴりかのブランド形成を目指す協議会のメンバーとなっている。
「江丹別そば」の商標登録を申請している。

## 事務所の一覧
カッコ内は所在地
- 本所　（旭川市豊岡4条1丁目1-18）
- 旭正基幹支所　（旭川市東旭川町旭正118）
- 永山基幹支所　（旭川市永山2条19丁目3-11）
- 旭川中央基幹支所　（旭川市9条通8丁目左8・9）
- 神居基幹支所　（旭川市神居2条10丁目2-6）
- 北野基幹支所　（上川郡鷹栖町北野西4条1丁目1-31）

### 農産物直売所
直営の農産物直売所「あさがお」は旭川市内に2店舗展開している。また、両店舗ともレストラン「穂の香」を併設している。

## 子会社
- 旭川協同総業株式会社